# سفرهای جیمی مک‌فیترز
سفرهای جیمی مک‌فیترز (انگلیسی: The Travels of Jaimie McPheeters) یک سریال تلویزیونی آمریکایی وسترن با بازیگری دن اوهرلی، کورت راسل، مارک آلن و چارلز برانسون است که برپایه رمانی به همین نام ساخته شد و از سال ۱۹۶۳ تا ۱۹۶۴ از شبکهٔ «ای‌بی‌سی» به روی آنتن رفت.
این مجموعهٔ تلویزیونی در دهه ۵۰ با دوبلهٔ فارسی از تلویزیون ملی ایران پخش شد.